# إعطاء فموي
إعطاء فموي أو التعاطي بالفم أو إعطاء الدواء عن طريق الفم هيَ إحدى طرق إعطاء الدواء حيثُ يتم أخذ المادة عن طريق الفم، وعادةً ما يُستخدم اختصار Per os أو P.O. بمعنى أنَّ الدواء يُؤخذ عن طريق الفم. تُؤخذ العديد من الأدوية عن طريق الفم وذلك بهدف تحقيق الفائدة المَرجوة مِنها، حيثُ غالباً ما يكون لها تأثير جهازي، وبالتالي تحتاج إلى الوصول إلى أجزاء مختلفة من الجسم عبر مجرى الدم.

## علم المصطلحات
Per os‏ (/ˌpɜːrˈoʊs/) هي عبارة ظرفية لاتينية تَعني حرفياً «عن طريق الفتحة» أو «عن طريق الفَم»، حيثُ تُستخدم هذه العِبارة في الطب لوصف العلاج الذي يؤخذ عن طريق الفم. في الوصفات الطبية يتم استخدام الاختصار P.O..

## النطاق
يُعتبر إعطاء الدواء عن طَريق الفَم من طُرق الإعطاء المَعوي والتي تتضمن:
- الإعطاء الشدقي، حيثُ يذوب الدواء داخل الخَد.
- إعطاء تحت الشفة، حيثُ يذوب الدواء أسفل الشفة.
- إعطاء تحت اللسان، حيثُ يذوب الدواء أسفل اللسان، ولكن يَعتبره البَعض من طُرق الحَقن؛ وذلك لأنَّ الامتصاص يحدث بسرعة.

يحدث الإعطاء المَعوي بعدة أشكال، وِمنها:
- أقراص يتم ابتلاعها أو مضغها أو يتم إذابتها في الماء أو تحت اللسان.
- كبسولات عادية أو كبسولات قابلة للمضغ، وتمتلك غلاف يذوب في المعدة أو الأمعاء حيثُ يتم إطلاق الدواء.
- كبسولات أو أقراص ذات إطلاق مُستديم، حيثُ يتم إطلاق الدواء بشكل تدريجي.
- مَساحيق أو حبيبات.
- قَطرات.
- شراب أو أدوية سائلة.

## طرق مسهلة
يُساعد شُرب الماء أثناء تناول الأقراص والكبسولات في تسهيل عملية البَلع، وإذا كانت المادة ذات طَعم غير مُستساغ، فإنهُ من المُمكن إضافة نكهة تُسهل عملية البَلع، أما بالنسبة للمواد التي قد تُسبب ضرر للأسنان فالأفضل أخذها من خلال قشة الشرب.